# Dollars (film)
Pour les articles homonymes, voir Dollar (homonymie).
Pour plus de détails, voir Fiche technique et Distribution.
Dollars est un film américain de Richard Brooks avec Warren Beatty et Goldie Hawn dans les rôles principaux. Il est sorti en salles aux États-Unis le 17 décembre en 1971.

## Synopsis
L'action se déroule à Hambourg en République fédérale allemande, dans les années 1970. Plusieurs criminels, dont un trafiquant de drogue local connu sous le nom de Candy Man, un patron de la pègre de Las Vegas et un sergent corrompu de l'armée américaine, utilisent les coffres d'une banque allemande pour entreposer de grandes quantités d'argent sale. Joe Collins (Warren Beatty), un employé de la sécurité de la banque, découvre les manigances des gangsters et met sur pied un plan intelligent pour leur subtiliser l'argent avec l'aide de Dawn Divine (Goldie Hawn), une prostituée qui est la protégée des criminels.

## Fiche technique
- Titre original : $
- Titre anglais (UK) : The Heist
- Titre français : Dollars
- Titre québécois : Le coup
- Réalisation et scénario : Richard Brooks
- Musique : de Quincy Jones interprétée par Don Elliott Voices avec des morceaux de Little Richard, Roberta Flack et Doug Kershaw
- Direction musicale : Quincy Jones
- Producteur : M. J. Frankovich
- Photographie : Petrus R. Schlömp
- Montage : George Grenville
- Distribution : Columbia Pictures
- Langue : anglais
- Pays de production :  États-Unis
- Langue : anglais - allemand
- Date de sortie :
  - États-Unis : 15 décembre 1971
  - France :  13 septembre 1972

## Distribution
- Warren Beatty (VF : Claude Giraud) : Joe Collins
- Goldie Hawn (VF : Danièle Lebrun) : Dawn Divine
- Gert Fröbe (VF : Yves Brainville) : Mr. Kessel
- Robert Webber (VF : Jean-Claude Michel) : le procureur
- Scott Brady (VF : Claude Bertrand) : Sarge
- Arthur Brauss (VF : Serge Sauvion) : Candy Man
- Robert Stiles : Major
- Wolfgang Kieling : Granich
- Bob Herron (VF : Serge Lhorca) : le garde du corps (crédité « Robert Herron »)
- Christiane Maybach (VF : Béatrice Delfe) : Helga
- Hans Hutter : Karl
- Monica Stender : Berta
- Horst Hesslein : Bruno
- Wolfgang Kuhlman : Furcoat (« manteau de fourrure »)
- Klaus Schichan : Knifeman (« homme au couteau », crédité « Klaus Tschichan »)
- Tove Platon : un agent des douanes
- Kirsten Lahman (VF : Béatrice Delfe) : un agent des douanes
- Françoise Blanc : $ Stripper
- Darrell Armstrong : Associated Press